# 茶树菇
茶树菇（Cyclocybe aegerita）是环伞属的一种蘑菇。 这种蘑菇是中国常见的食材，晒干后可用于各种菜肴，如炒菜、炖菜、汤和火锅。

## 描述
它属于白腐真菌，是一种中等大小的鹅膏菌（agaric），具有非常敞开凸起的菌盖，几乎平坦，直径为3–10厘米。在下面，有许多白色的辐射状褶片附着在柄上，后来变成褐灰色，孢子呈淡椭圆形，尺寸为8–11乘5–7微米。白色的纤维柄通常呈曲线状，顶部有一薄膜状的环，由于孢子的掉落迅速变为烟草色。 在生长初期，它的颜色可能是红褐色，后来变成淡褐色，中心更淡黄褐色，边缘周围更白。它生长在杨树的原木和洞上，以及其他大叶树上 

## 用途
它在美国、智利、日本、韩国、意大利、澳大利亚和中国等地进行栽培和销售。在地中海地区，其栽培历史悠久，例如，老普林尼的《博物志》一书中对此进行了描述。在中药中，它经常被用作利尿剂。 
这种蘑菇是南欧和中国菜肴中常见的食材。在东亚，人们将其新鲜或晒干后用于各种菜肴，包括炒菜、汤、炖菜和火锅。 它具有软的菌盖和坚硬的柄。因为很难鉴别，所以不建议从野外采摘。 
与大蒜伞菇（Mycetinis alliaceus）和紫皮囊孢菌（Chondrostereum purpureum）一起，可用于对抗橄榄油厂废水植物毒性。 

## 图像

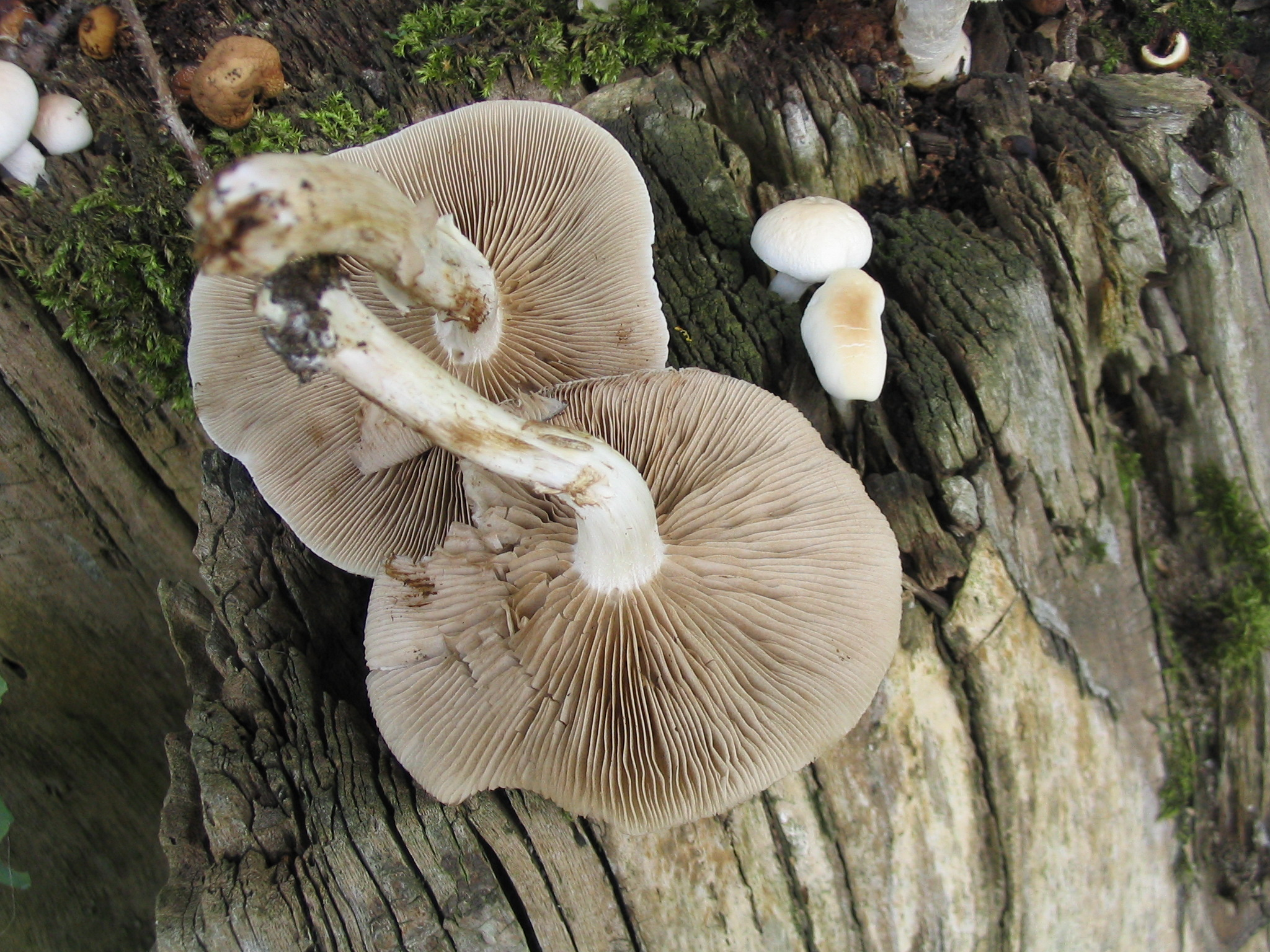
新鲜茶树菇
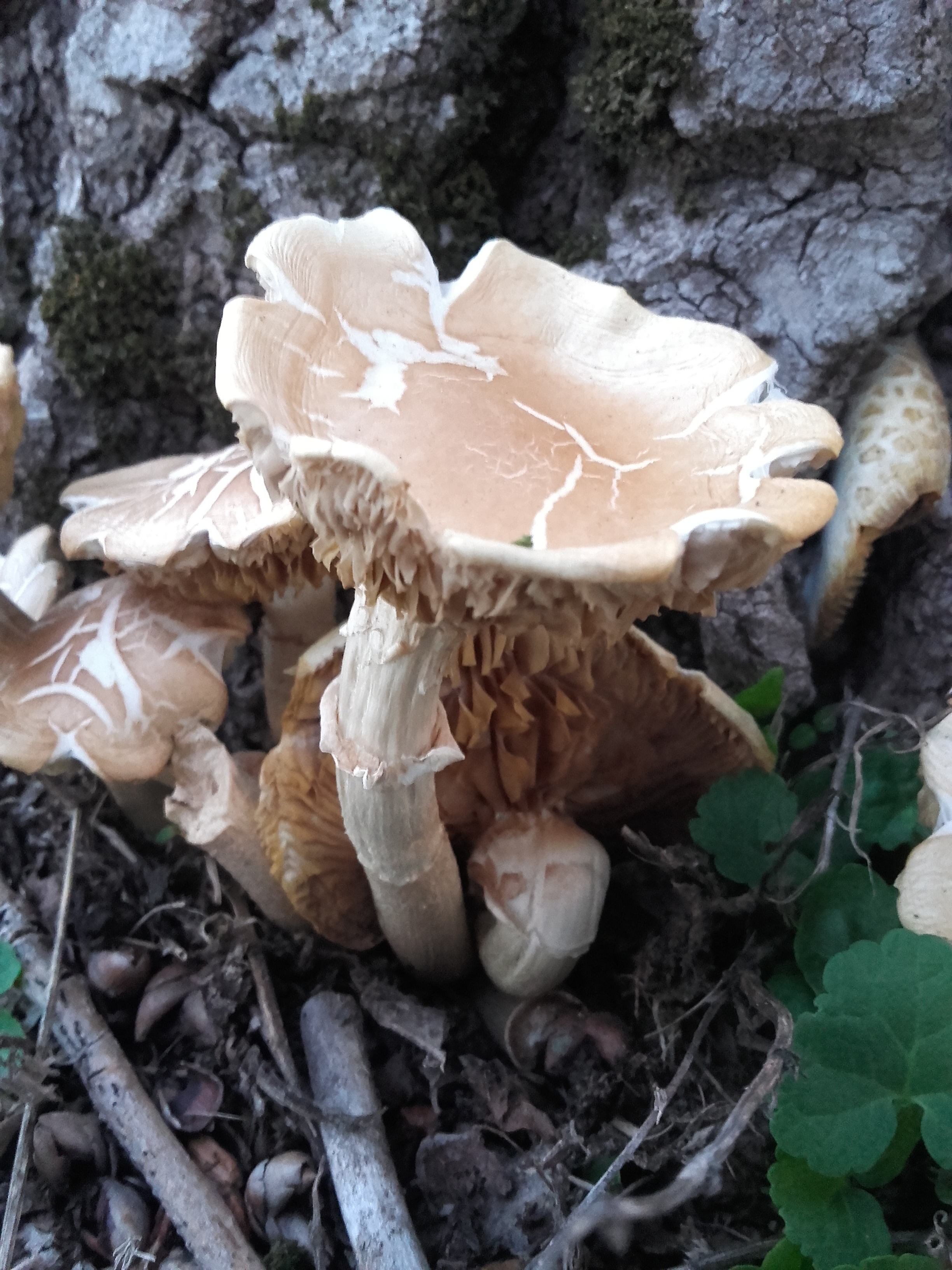
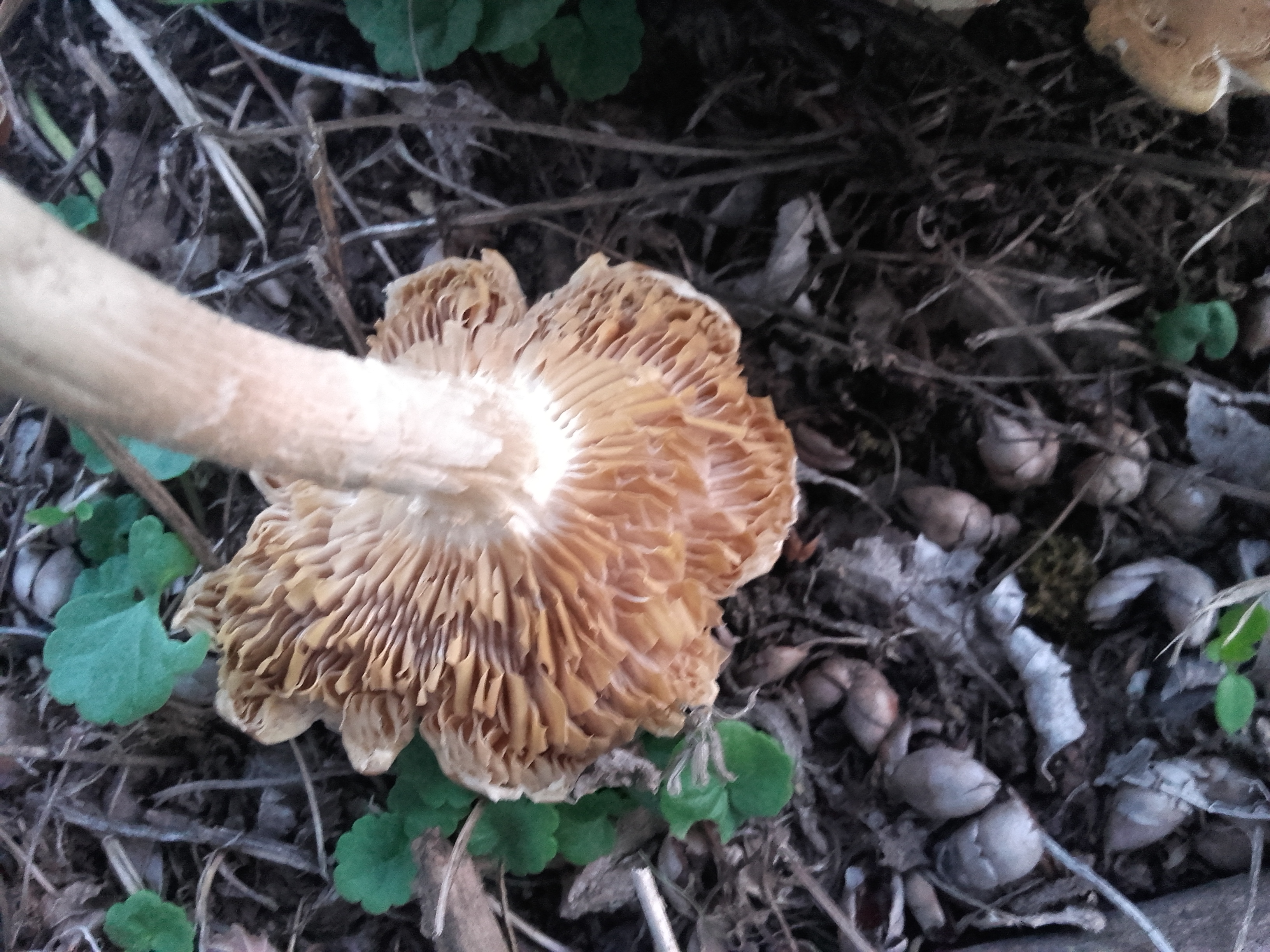
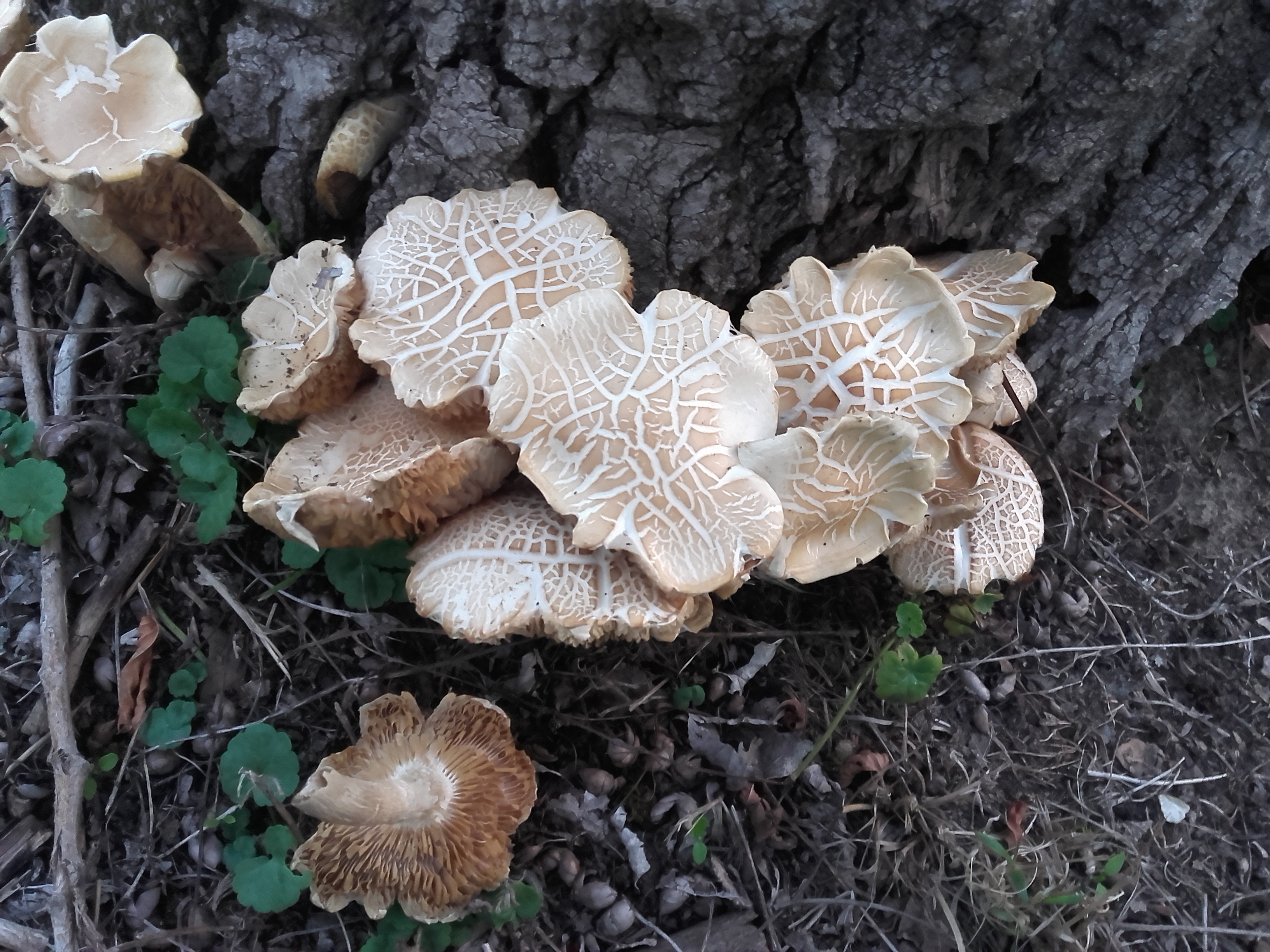
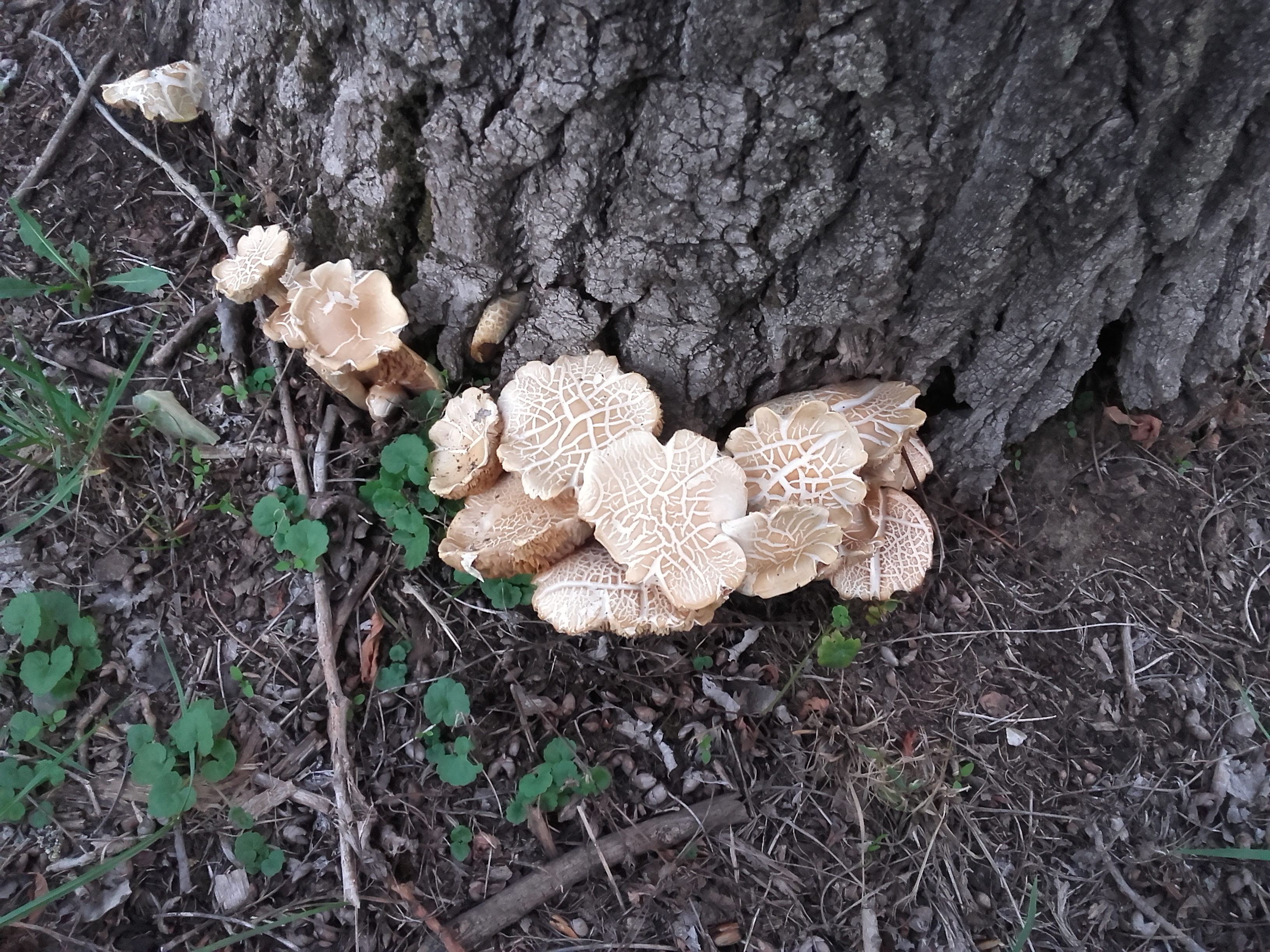